# 松久正
松久 正（まつひさ ただし、1966年9月4日- ）は、日本の医師、著作家。

## 経歴
三重県生まれ。1992年、慶應義塾大学医学部卒業。三重大学医学部整形外科入局。2000年、南カリフォルニア健康科学大学入学。2002年、パーマー・カレッジ・オブ・カイロプラクティックに転校し、2005年に卒業。同年、アメリカ合衆国のカイロプラクティック・クリニックで診療。2009年、神奈川県鎌倉市で開業。「開業後『超次元・超時空間松果体覚醒医学 ∞ IGAKU』を創造」と主張する。

## 著作

### 単著
- 『「首の後ろを押す」と病気が治る : 神経のつまりを取ると奇跡が起こる!』マキノ出版 2010年 (ビタミン文庫)
- 『Dr.ドルフィンの地球人革命 : "医療"と"宗教"を必要としない人間になるカギは、「神経の流れ」である人間振動数にあった』ナチュラルスピリット 2012年
- 『「首のうしろを押す」だけで健康になる』三笠書房 2012年 (王様文庫 ; B138-1)
- 『首の後ろを押すだけで元気になる!』宝島社 2014年
- 『「首の後ろを押す」と病気が勝手に治りだす : 神経の流れを正せば奇跡が起こる』マキノ出版 2016年 (ビタミン文庫)
- 『高次元シリウスが伝えたい水晶〈珪素〉化する地球人の秘密』ヒカルランド 2017年
- 『ワクワクからぷあぷあへ : 「楽で愉しく生きる」新地球人になる魔法』ライトワーカー 2017年
- 『ドクター・ドルフィンのシリウス超医学 : 地球人の仕組みと進化』ヒカルランド 2018年4月
- 『からまった心と体のほどきかた』PHP研究所　2018年8月
- 『ドクタードルフィンの高次元DNAコード : 覚醒への突然変異』ヒカルランド 2018年12月
- 『多次元パラレル自分宇宙 : 望む自分になれるんだ!』徳間書店 2018年12月
- 『地球初!ペットと動物のココロが望む世界を創る方法 : 松果体スペシャリスト〈ドクタードルフィン〉のノウハウ』ヒカルランド 2019年
- 『シリウス旅行記 = GAIA'S TRIP TO SIRIUS : フツーの地球人が新しい地球と自分に出会うための異次元の旅』ヴォイス出版事業部 2019年
- 『幸せDNAをオンにするには潜在意識を眠らせなさい』明窓出版 2019年
- 『神ドクター = Doctor of God』青林堂 2019年
- 『死と病気は芸術だ! = Death and Disease are Art of your Soul.』ヴォイス出版事業部、 2019年10月
- 『令和のDNA : 0=∞医学』ヒカルランド、2019年10月
- 『菊理姫神降臨なり』ヒカルランド、2019年10月
- 『ピラミッド封印解除・超覚醒 : 明かされる秘密』青林堂、2020年1月
- 『ウィルスの愛と人類の進化 - コロナ（567）は、ミロク（567＝369）だった』ヒカルランド、2020年3月
- 『卑弥呼と天照大御神の復活』青林堂　2020年7月
- 『地球人類よ、新型コロナウィルスを浴びなさい！』ヒカルランド　2020/07/29
- 『地球のメディア情報では、もう人類は救われません　宇宙ヘルツで進化する新人類』青林堂、2020/09/19
- 『イルミナティとフリーメイソンとドクタードルフィン　地球の悪役を超手術する！』ヒカルランド、2020/10/26
- 『「世界遺産：屋久杉」と「宇宙遺産：ドクタードルフィン」みろくの世とスーパーガイア』ヒカルランド、2020/11/19
- 『我が名はヨシュア　現代に舞い降りしジーザス・クライストがミロクの世を語る』明窓出版、2020/11/30
- 『至高神大宇宙大和神の教え　隠身から顕身へ』青林堂、2021/01/25
- 『宇宙人と地球人の解体新書　魂・心・身体のしくみ』徳間書店、2021/01/28
- 『宇宙人になる方法　悩みも病気もないDNA』ヒカルランド、2021/02/12
- 『空海・竜馬とユダ、復活させたり　四国を死国から甦らせよ！アルクトゥルスのダイヤモンドエネルギー』ヒカルランド、2021/03/30
- 『高次元語り部ドクタードルフィンの〈遠野物語〉ベールを脱いだカッパ、座敷わらし、おしらさま』ヒカルランド、2021/06/01
- 『ステラ・スーパーアセンション　ドクタードルフィンによる大宇宙・裏社会の書き換え』ヒカルランド、2021/06/21
- 『宇宙マスター神「アソビノオオカミ」の秘教　地球の封印を解く大宇宙叡智』青林堂、2021/07/22
- 『みろくスクール』ヒカルランド、2021/08/30
- 『奄美からのムー再誕』ヒカルランド、2021/11/30
- 『88』ヒカルランド、2021/12/27
- 『至高神大宇宙大和神の導き　操り人形の糸が切れるとき』青林堂、2022/04/07
- 『水晶とダイアモンドとNeoHuman弥勒の天地人をつくる』ヒカルランド、2022/07/11
- 『0と1　宇宙で最もシンプルで最もパワフルな法則』青林堂、2022/08/08
- 『NEO人類創成記　知られてはならない禁断度No.1の真相』ヒカルランド、2022/09/28
- 『❝五芒星❞封印解除と❝魔除け❞再起動　鬼門（白猪）・裏鬼門（八咫烏）の復活と天照大神の伊勢神宮内宮本鎮座』青林堂、2022/10/26
- 『NEOジーザスとNEO釈迦の超覚醒　キリスト教・仏教・神道の融合』ヒカルランド、2022/11/21
- 『地球の生きもの高次元DNA wave』ヒカルランド、2023/01/11
- 『至高神大宇宙大和神の守護　破綻から救済へ』青林堂、2023/01/26
- 『羊　人類長身化の鍵❝シープリン❝と❞PUA遺伝子❞』ヒカルランド、2023/02/20
- 『異次元奇跡の法則　宇宙レベルの軌跡を叶える方法』ナチュラルスピリット、2023/03/20
- 『超古代ピラミッド「富士山」と高次元フリーエネルギー　その覚醒・軌道による近未来予言』青林堂、2023/04/18
- 『超幸福論　スーパーハピネス』DRDエンタテイメント合同会社、2023/5/10
- 『宇宙マスター神「アソビノオオカミ」の呪縛解き　封印された日本人の目醒め』青林堂、2023/07/23
- 『全身松果体生物！？カメレオン参上！地球高次元の生きものから学べ！！』ヴォイス出版事業部、2023/09/19
- 『マダガスカルの異次元力　ひろしとアリスの異国交流を通して』青林堂、2023/10/23
- 『ギリシャの神々との語らい　全能の神・ゼウスが別人に生まれ変わったら！？今ここに新たな神話が誕生する！』ヒカルランド、2023/12/08
- 『至高神大宇宙大和神の反転　宇宙における表・裏の融合』青林堂、2024/01/25
- 『ゆだねる力』ヒカルランド、2024/03/07
- 『反転宇宙とズルーカ』ヒカルランド、2024/07/04
- 『本当の猿田彦大神の秘密』青林堂、2024/10/11
- 『大麻カンナビノイドと人類水晶化 病気にならない＆死なない地球人』ヒカルランド、2024/11/27

### 共編著
- ジョン・コックス 原著,松久正 編訳『ガンステッド・カイロプラクティックの真髄 : 歴史・哲学からテクニック・実践まで』医道の日本社 2005年
- 松久正, 秋山佳胤 著『あなたの宇宙人バイブレーションが覚醒します!』徳間書店 2018年
- 松久正 著,杉山明久実 「革命前夜」執筆・イラスト『松果体革命 : 松果体を覚醒させ超人類になる!』ナチュラルスピリット 2018年
- 松久正 著,RIE 絵『からまった心と体のほどきかた : 古い自分を解き放ち、ほんとうの自分を取りもどす』PHPエディターズ・グループ 2018年
- 松久正, 光一 著『これでいいのだ!ヘンタイでいいのだ! : 覚醒する新地球人の合言葉 : 松果体とハートを活性化!シリウスパワーで意識を変える』ヴォイス出版事業部 2018年
- 松久正, 龍依 著『シリウスがもう止まらない : 松果体超進化 : 今ここだけの無限大意識へ』ヒカルランド 2018年
- 松久正 著,杉山明久実 小説『松果体革命パワーブック』ナチュラルスピリット 2018年
- 松久正, かほな 著『かほなちゃんは、宇宙が選んだ地球の先生 : ドクタードルフィン松久正×異次元チャイルドかほな』ヒカルランド 2019年
- 松久正, 池川明, 高橋徳, 胡桃のお, 大久保真理, 小笠原英晃 著『宇宙からの覚醒爆弾「炎上チルドレン」 : 悲しい地球をぶっ壊す愛の戦士たち!』ヒカルランド、2020年1月
- 松久正, ムンロ王子 著『宇宙の優等生になりたいなら、アウトローの地球人におなりなさい！』ヴォイス、2020年3月
- 松久正, 茶谷洋子 著『シリウスランゲージ - 色と幾何学図形のエナジー曼荼羅』ヒカルランド、2020年4月